# Marcel Kint
Marcel Kint (ur. 20 września 1914 w Zwevegem, zm. 23 marca 2002 w Kortrijk) – belgijski kolarz szosowy i torowy, dwukrotny medalista szosowych mistrzostw świata.

## Kariera
Pierwszy sukces w karierze Marcel Kint osiągnął w 1938 roku, kiedy zdobył złoty medal w wyścigu ze startu wspólnego podczas szosowych mistrzostw świata w Valkenburgu. W zawodach tych wyprzedził bezpośrednio dwóch Szwajcarów: Paula Egli oraz Léo Amberga. Na rozgrywanych osiem lat później mistrzostwach świata w Zurychu był drugi w tej samej konkurencji. uległ tam jedynie Hansowi Knechtowi ze Szwajcarii, a trzecie miejsce zajął kolejny Belg, Rik Van Steenbergen. Został tym samym jednym z dwóch kolarzy w historii (obok Theofiela Middelkampa z Holandii), którzy zdobywali medale mistrzostw świata zarówno przed, jak i po II wojnie światowej. Ponadto wygrał też Ronde van Vlaanderen i Ronde van België w kategorii amatorów w 1935 roku, Paryż-Bruksela w 1938 roku, Grote Prijs Stad Zottegem w 1939 roku, Paryż-Roubaix w 1943 roku, La Flèche Wallonne w latach 1943-1945, Driedaagse van West-Vlaanderen w 1945 roku, a cztery lata później był najlepszy w wyścigu Gandawa-Wevelgem. Kilkakrotnie startował w Tour de France, wygrywając łącznie sześć etapów. W klasyfikacji generalnej najlepsze wyniki osiągał w latach 1936 i 1938, kiedy był dziewiąty. W 1951 roku wziął udział w Giro d’Italia, ale nie ukończył rywalizacji. Startował także na torze, jednak bez większych sukcesów. Nigdy nie wystąpił na igrzyskach olimpijskich. W 1951 roku zakończył karierę.

## Najważniejsze zwycięstwa
- 1936 - etap w Tour de France
- 1938 - mistrzostwo świata ze startu wspólnego, trzy etapy w Tour de France, Paryż-Bruksela
- 1939 - dwa etapy w Tour de France, mistrzostwo Belgii
- 1943 - La Flèche Wallonne, Paryż-Roubaix
- 1944 - La Flèche Wallonne
- 1945 - La Flèche Wallonne
- 1946 - wicemistrzostwo świata ze startu wspólnego
- 1949 - Gandawa-Wevelgem